# Luku Kadumbul
Luku Kadumbul är ett vattendrag i Indonesien.   Det ligger i provinsen Nusa Tenggara Timur, i den södra delen av landet, 1 600 km öster om huvudstaden Jakarta. Luku Kadumbul ligger på ön Pulau Sumba.